# Villalgordo del Marquesado
Villalgordo del Marquesado es un municipio español de la provincia de Cuenca, en la comunidad autónoma de Castilla-La Mancha. Tiene un área de 30,02 km² con una población de 99 habitantes (INE 2015) y una densidad de 3,43 hab/km².

## Geografía
Integrado en la comarca de La Mancha Conquense, se sitúa a 72 kilómetros de la capital provincial. El término municipal está atravesado por la carretera N-420 entre los pK 362 y 367, además de por dos carreteras locales que permiten la comunicación con Alconchel de la Estrella y Montalbanejo. 
El relieve del municipio es predominantemente llano, con algunas elevaciones aisladas. Por el oeste se encuentran las primeras estribaciones de la sierra de Pradejas. La altitud oscila entre los 1020 metros en una elevación aislada al noreste (Mojón Alto) y los 814 metros en el cauce del arroyo de Fuente Gimeno, al suroeste. El pueblo se alza a 856 metros sobre el nivel del mar.
| Noroeste: Alconchel de la Estrella y Montalbanejo | Norte: Montalbanejo      | Nordeste: La Hinojosa                      |
| Oeste: Alconchel de la Estrella                   |                          | Este: La Almarcha                          |
| Suroeste: Villaescusa de Haro                     | Sur: Villar de la Encina | Sureste: La Almarcha y Villar de la Encina |

## Demografía

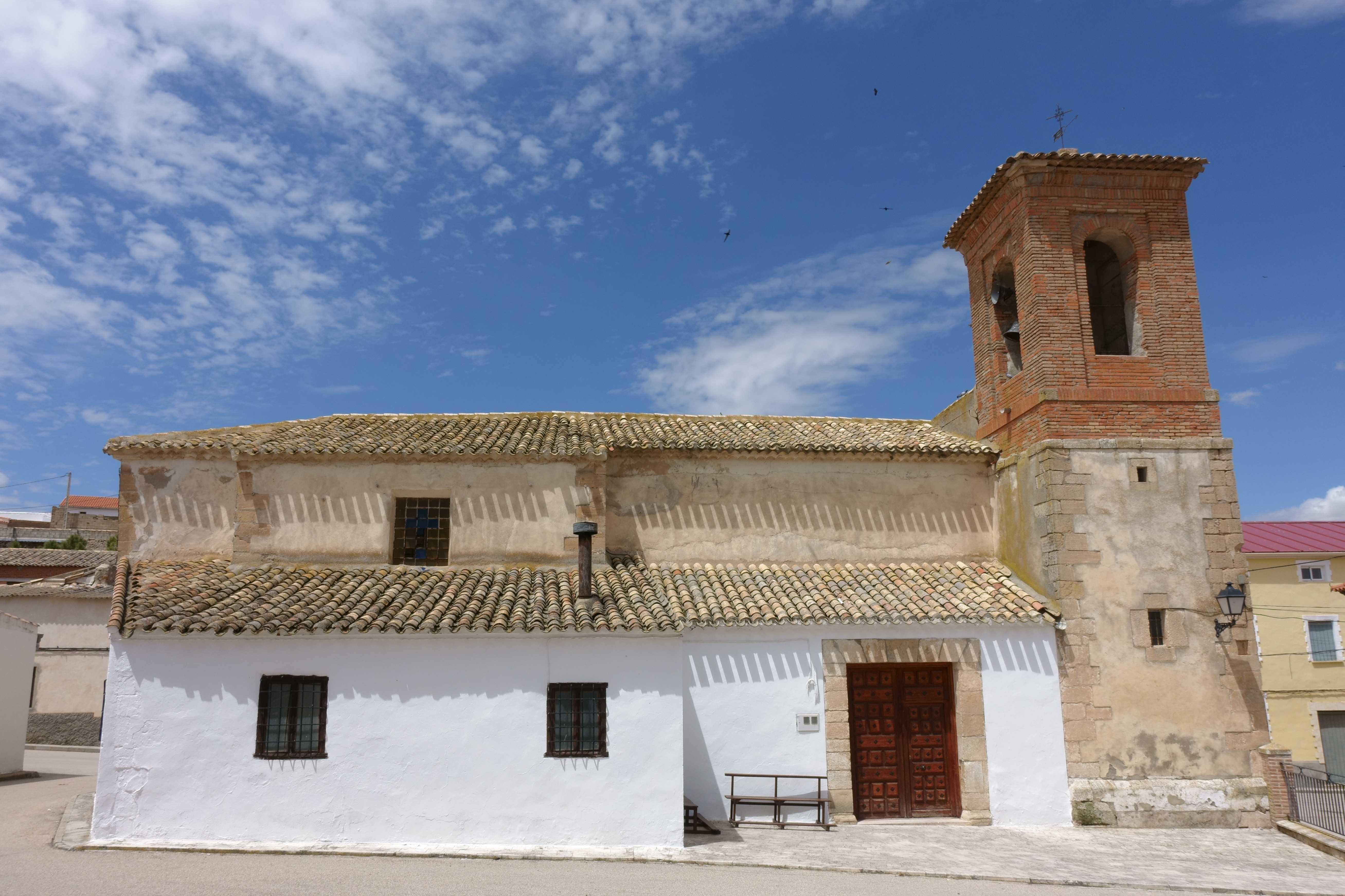
Iglesia de Nuestra Señora de los Remedios

Villalgordo del Marquesado cuenta con una población de 64 habitantes (INE 2024).
| Gráfica de evolución demográfica de Villalgordo del Marquesado entre 1842 y 2021 |
| |
| Población de derecho según los censos de población del INE Población de hecho según los censos de población del INEEn estos censos se denominaba Villargordo del Marquesado: 1842, 1857, 1860, 1877 y 1887 |

Villalgordo del Marquesado estaba habitada por 28 vecinos (unos 112 habitantes) en 1752, según el Catastro del Marqués de la Ensenada